# Danio aesculapii
Danio aesculapii – gatunek słodkowodnej ryby z rodziny karpiowatych (Cyprinidae). Występuje w Azji Południowo-Wschodniej. Jest bliski zagrożenia wyginięciem.

## Występowanie
Występuje w słodkich wodach na obszarze zachodniej Mjanmy.

## Morfologia
Jest to niewielka ryba, osiąga do 3 cm. Samice zazwyczaj są bardziej zaokrąglone i nieznacznie większe od samców.

## Ekologia
Pływa w płytkich strumieniach (odcinek strumienia w miejscu typowym miał około 30 cm głębokości). Preferuje wodę o temperaturze w zakresie 22–27 °C.
Żywi się larwami i owadami.